# Juanita Ringeling
Juanita Ringeling Vicuña (née le 15 mai 1986 à Zapallar) est une actrice chilienne.
Sa famille est apparentée à celle qui a tenu le cirque américain Ringling Brothers.

## Filmographie

### Cinéma
| Films | Films                         | Films               | Films |
| Année | Titre                         | Rôle                |       |
| ----- | ----------------------------- | ------------------- | ----- |
| 2011  | Marcelo, La Mafia y La Estafa | Cristina McDowell   |       |
| 2012  | Patagonia de los Sueños       | Chantal             |       |
| 2013  | (09)                          | Carolina            |       |
| 2013  | The ABCs of Death             |                     |       |
| 2013  | Barrio universitario          | Isadora Aristizábal |       |

### Télévision

#### Telenovelas
| Telenovelas | Telenovelas           | Telenovelas         | Telenovelas | Telenovelas |
| Année       | Titre                 | Rôle                | Chaîne      |             |
| ----------- | --------------------- | ------------------- | ----------- | ----------- |
| 2008        | Hijos del Monte       | Rosario Millán      | TVN         |             |
| 2009        | Los ángeles de Estela | Lourdes "Lulú" Rios | TVN         |             |
| 2010        | 40 y tantos           | Fernanda Elizalde   | TVN         |             |
| 2011        | Su nombre es Joaquín  | Ófelia Sanfuentes   | TVN         |             |
| 2013        | Soltera otra vez 2    | Martina             | Canal 13    |             |
| 2014        | Chipe libre           | Sofía Villarroel    | Canal 13    |             |

#### Séries
| Séries télévisées | Séries télévisées | Séries télévisées | Séries télévisées |
| Année             | Titre             | Rôle              | Chaîne            |
| ----------------- | ----------------- | ----------------- | ----------------- |
| 2011              | Ala Chilena       | Elle-même         | TVN               |
| 2011              | Cumpleaños        | Emilia Valdés     | TVN               |
| 2011              | La Colonia        | Lynda "La Gringa" | Mega              |
| 2013              | Bim Bam Bum       | Laura Lucero      | TVN               |

#### Téléfilms
| Téléfilms | Téléfilms | Téléfilms               | Téléfilms |
| Année     | Titre     | Rôle                    | Chaîne    |
| --------- | --------- | ----------------------- | --------- |
| 2010      | La Tirana | Carmen María Eyzaguirre | TVN       |

#### Émissions
- 2013 : El Locutor (Canal 24 Horas) : elle-même (invitée)
- 2013-14 : Mujeres primero (La Red) : elle-même (invitée) (2 épisodes)